# Whitehorse, Yukon
Whitehorse là thủ phủ và thành phố lớn nhất của Yukon, với tổng dân số 27.889 (2013), đây cũng là thành phố lớn nhất Bắc Canada. Đây cũng là thành phố duy nhất của Yukon. Nó tọa lạc tại kilômét 1426 trên xa lộ Alaska ở nam Yukon. Cả khu buôn bán và vùng Riverdale của Whitehorse đều nằm bên bờ sông Yukon, một con sông bắt nguồn từ British Columbia, đổ ra biển Bering tại Alaska.
Vì thành phố tọa lạc ở Thung lũng Whitehorse, khí hậu có phần dịu hơn so với của Yellowknife, thủ phủ Các Lãnh thổ Tây Bắc. Tại đây, ngày mùa đông khá ngắn còn mùa hè có tới 19 giờ mặt trời chiếu sáng. Whitehorse, theo ghi nhận của Sách Kỷ lục Guinness, là thành phố có không khí ít ô nhiễm nhất thế giới.

## Địa lý
Whitehorse nằm ở kilômét 1.425 (dặm 918) trên xa lộ Alaska và được vây quanh bởi ba khối đất: núi Grey về phía đông, đồi Haeckel về phía tây bắc và núi Golden Horn về phía nam. Whitehorse hiện là thành phố lớn thứ 79 tại Canada theo diện tích. Hình dạng của thành phố gần giống một hình chữ nhật nằm theo hướng tây bắc-đông nam.

## Thành phố kết nghĩa
- Juneau, Alaska
- Lancieux, Pháp,[8] từ 2000.
- Ushiku, Nhật Bản,[9] từ 1985.[10]

Cựu thành phố kết nghĩa:
- Echuca, Úc, tháng 11, 1977 – tháng 9, 2008[11]
- Patos de Minas, Brazil